# Magneuptychia lethra
Magneuptychia lethra is een vlinder uit de onderfamilie Satyrinae van de familie Nymphalidae. De wetenschappelijke naam van de soort is voor het eerst geldig gepubliceerd in 1882 door Heinrich Benno Moschler.